# 怪怪怪怪物!
『怪怪怪怪物!』（かいかいかいかいぶつ!、原題：報告老師！怪怪怪怪物！、英題：mon mon mon MONSTERS）は、2017年に公開された台湾のホラー映画。
台湾の作家で監督のギデンズ・コーによる執筆および監督、映画のオリジナル脚本もコーによる。ここでは、モンスターは同じ世界観に属し、ストーリーテリングを共有。またプロットの一部は「獵命師傳奇」の章に触発されたことを明らかにした。 2018年初頭には「怪怪怪怪物!」小説版を完成させ、これは映画の脚本で説明されているトピックよりも内容が深くなっている。 
日本では2017年に第30回東京国際映画祭のワールド・フォーカス部門で公開され、2018年にシッチェス映画祭ファンタスティック・セレクション2018で公開された。

## キャスト
| 役名                                     | 俳優                           |
| ---------------------------------------- | ------------------------------ |
| リン・シューウェイ（林書偉）             | トン・ユィカイ（鄧育凱）       |
| ドアン・レンハオ（段人豪）               | ケント・ツァイ（蔡凡熙）       |
| リアオ・グオフォン（廖國峰）             | ジェームズ・ライ（賴浚程）     |
| イエ・ウェイジュー（葉偉竹）             | タオ・ボーメン（陶柏萌）       |
| 班花                                     | ボニー・リャン（梁洳瑄）       |
| 大怪物                                   | ユージェニー・リウ（劉奕兒）   |
| 小怪物／リン・シウジェン（林秀珍）       | リン・ペイシン（林姵妡）       |
| 先生（班導師）                           | チェン・ペイチー（陳珮騏）     |
| 教室外の女子生徒（教室外女孩）           | 高百合                         |
| リー・ロンフォン（李栄峰）               | 乾德門                         |
| スクールバスの生徒（校車同學）           | クー・チェンドン（柯震東）     |
| スクールバスの生徒（校車同學）           | ビビアン・ソン（宋芸樺）       |
| スクールバスの生徒（校車同學）           | ツァイ・チャンシェン（蔡昌憲） |
| 自動販売機前の男子生徒（販賣機前男學生） | ブルース（布魯斯）             |

## 映画の歌
| 曲別         | 曲のタイトル             | 歌手                   | 作詞           | 作曲        |
| テーマソング | 末日鬧鐘（終末アラーム） | 八三夭（バーサンヤオ） | ギデンズ・コー | 八三夭 阿璞 |

## スタッフ
- 監督／脚本：ギデンズ・コー（九把刀）
- プロデューサー：アンジー・チャイ（柴智屏）
- 撮影監督：チョウ・イーシエン（周宜賢）
- 編集：リー・ニエンシウ（李念修）
- 美術監督：リャオ・ミンイー
- 音楽：クリス・ホウ（侯志堅）
- 録音：ドゥ・ドゥチー（杜篤之）、ウー・シューヤオ（呉書瑤）
- 衣装：ドラ・ン（呉里璐）
- 視覚効果：パオ・チェンシュン（包正勳）、ホアン・メイチン（黃美青）
- 特殊メイク：蕭百宸、リウ・シエンチア（劉顯嘉）
- アクション指導：ジミー・ハン（洪天祥）
- 主題歌：バーサンヤオ（八三夭）『末日鬧鐘』 　作詞：ギデンズ・コー（九把刀）

## フォローアップ
- 2017年7月、韓国の富川国際ファンタジー映画祭の国際コンペティション部門に選ばれ、初演された。 「ウォーキング・デッド」を制作したアメリカのAMCテレビ局は、高い関心を示し、積極的に著作権交渉を求めた。

## 受賞歴
| 年     | セレモニー         | 受賞                 |
| ------ | ------------------ | -------------------- |
| 2017年 | 富川国際奇妙映画祭 | オーディエンス投票賞 |

### ゴールデンホース賞
| 年   | ノミネート対象         | 賞           | 結果       |
| ---- | ---------------------- | ------------ | ---------- |
| 2017 | 包正勳、黃美青         | 最佳視覺效果 | ノミネート |
| 2017 | 杜篤之、吳書瑤、杜均堂 | 最佳音效     | 受賞       |